# Szary Żleb (Mały Giewont)

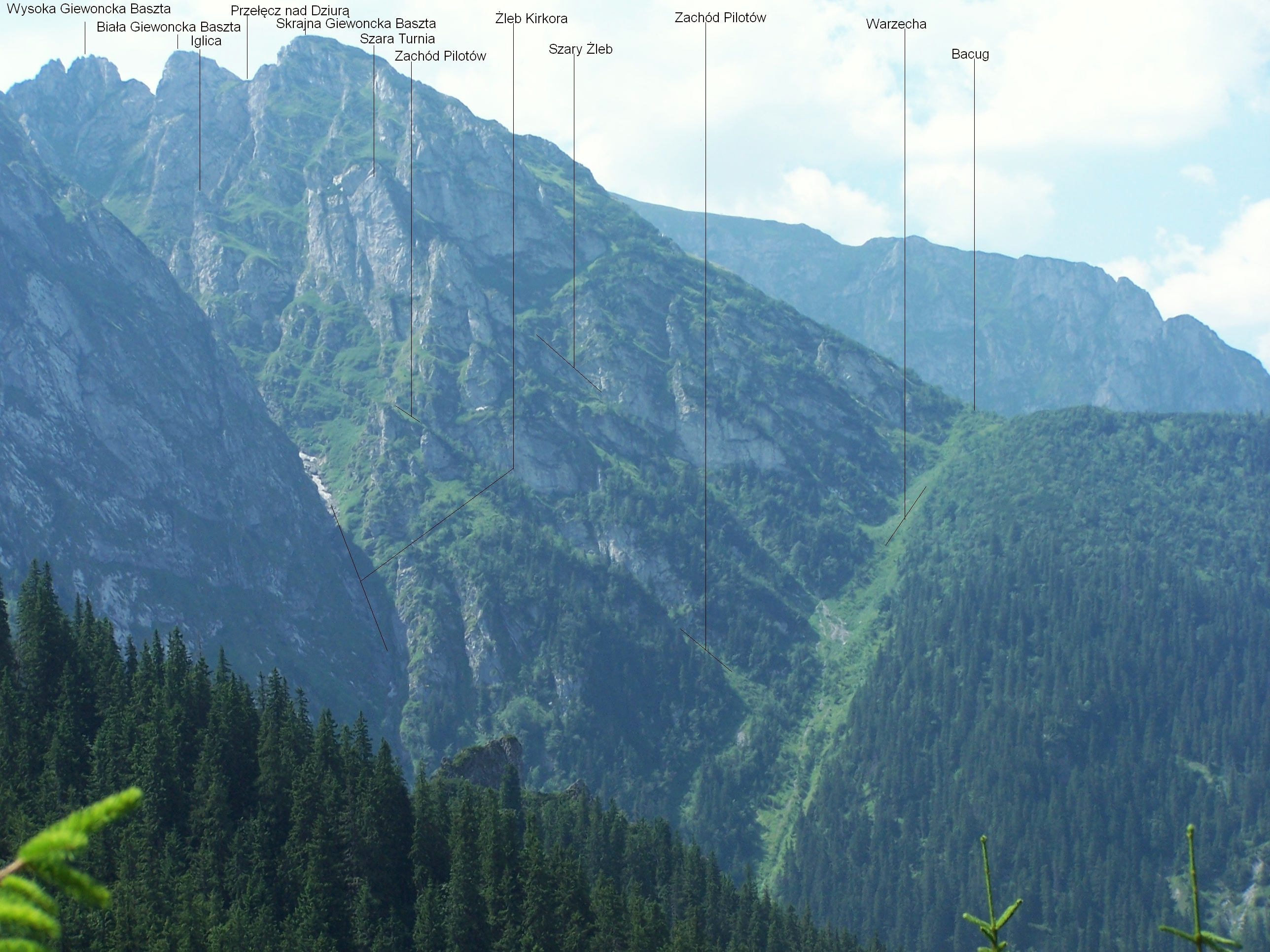
Widok na Mały Giewont z północno-wschodniej strony

Szary Żleb – wybitny żleb we wschodnich stokach Małego Giewontu w Tatrach Zachodnich. Ma wylot w żlebie Warzecha około 200 m powyżej Zachodu Pilotów, w górnej części ma odgałęzienie, które jako trawiasta i płytka depresja podchodzi pod północno-wschodnią grań Skrajnej Giewonckiej Baszty. Orograficznie prawe ograniczenie Szarego Żlebu tworzy południowo-wschodnie żebro tej turni. Od strony Szarego Żlebu jest ono łatwe do przejścia.